# Distrito de Las Tablas
Las Tablas es un municipio y una ciudad panameña, capital de la provincia de Los Santos. Es el centro económico de la provincia de Los Santos y se ubica en extremo sureste de la península de Azuero. 
En el año 2010 contaba con 27.146 habitantes (INEC, 2010) en su área municipal y una densidad de 38,2 Hab/km² en un término municipal con una superficie de 711,2 km². Por su población, Las Tablas es el segundo municipio de la región tras Chitré y el primero de la provincia de Los Santos. Tiene una economía basada en el comercio agropecuario por la convergencia de vías de comunicación terrestre entre zonas de producción de la provincia, asimismo, es un importante baluarte de la cultura, las costumbres y tradiciones rurales de las provincias centrales de Panamá

## Toponimia
El origen del nombre proviene de la palabra latina tabula, que hace referencia al material utilizado para construir las primeras casas del pueblo. Tabla es una pieza de madera plana, alargada y rectangular, de caras paralelas, más larga que ancha y más ancha que alta.

## Geografía

### Ubicación
El distrito de Las Tablas se encuentra ubicado en la provincia de Los Santos, sobre una llanura en el sureste de la península de Azuero.

Limita al norte con Guararé y con el golfo de Panamá, al este con el golfo de Panamá, al sur con Tonosí, Pedasí y Pocrí, y al oeste con Macaracas y Tonosí.
| Noroeste: Macaracas       | Norte: Guararé       | Noreste: Océano Pacífico |
| Oeste: Macaracas y Tonosí |                      | Este: Océano Pacífico    |
| Suroeste Tonosí           | Sur: Pedasí y Tonosí | Sureste: Pocrí           |

### Relieve
Las tablas están localizadas sobre una planicie casi a nivel del mar, con leves ondulaciones de terreno, a doce kilómetros del puerto de Mensabé, en el pacífico. Parte del distrito es atravesado por la Sierra del Canajagua, de poca elevación, cuyos puntos más altos son los cerros Quema con 950 m.s.n.m. y Canajagua, con 830 m s. n. m.

### Hidrografía
En la sierra del Canajagua nacen unos 160 arroyos o quebradas y torrentes, además de los ríos Guararé, Oria, Estibaná y Cacao, que abastecen de agua el área agrícola de la zona baja de toda la provincia

### Clima
A Las Tablas le corresponde un clima tropical seco, caracterizado por temperaturas moderadamente altas y una estación lluviosa que abarca de mayo a noviembre, interrumpida levemente por el veranillo de San Juan en julio.  De diciembre a abril los días son por lo general soleados, despejados y ventosos, prácticamente sin lluvias.  Conforme a la clasificación climática de Köppen, le corresponde un clima Aw o tropical de sabana.
| Parámetros climáticos promedio de Las Tablas. | Parámetros climáticos promedio de Las Tablas. | Parámetros climáticos promedio de Las Tablas. | Parámetros climáticos promedio de Las Tablas. | Parámetros climáticos promedio de Las Tablas. | Parámetros climáticos promedio de Las Tablas. | Parámetros climáticos promedio de Las Tablas. | Parámetros climáticos promedio de Las Tablas. | Parámetros climáticos promedio de Las Tablas. | Parámetros climáticos promedio de Las Tablas. | Parámetros climáticos promedio de Las Tablas. | Parámetros climáticos promedio de Las Tablas. | Parámetros climáticos promedio de Las Tablas. | Parámetros climáticos promedio de Las Tablas. |
| Mes                                           | Ene.                                          | Feb.                                          | Mar.                                          | Abr.                                          | May.                                          | Jun.                                          | Jul.                                          | Ago.                                          | Sep.                                          | Oct.                                          | Nov.                                          | Dic.                                          | Anual                                         |
| --------------------------------------------- | --------------------------------------------- | --------------------------------------------- | --------------------------------------------- | --------------------------------------------- | --------------------------------------------- | --------------------------------------------- | --------------------------------------------- | --------------------------------------------- | --------------------------------------------- | --------------------------------------------- | --------------------------------------------- | --------------------------------------------- | --------------------------------------------- |
| Temp. máx. media (°C)                         | 34.5                                          | 36.2                                          | 36.0                                          | 36.5                                          | 37.0                                          | 35.5                                          | 35.5                                          | 35.0                                          | 33.5                                          | 33.5                                          | 33.6                                          | 33.6                                          | 37.0                                          |
| Temp. mín. media (°C)                         | 17.5                                          | 18.0                                          | 17.5                                          | 19.0                                          | 19.0                                          | 19.5                                          | 17.0                                          | 18.0                                          | 19.0                                          | 19.0                                          | 18.5                                          | 18.5                                          | 17.0                                          |
| Precipitación total (mm)                      | 11.9                                          | 2.2                                           | 6.5                                           | 17.8                                          | 104.4                                         | 130.1                                         | 113.6                                         | 128.6                                         | 157.9                                         | 204.9                                         | 136.4                                         | 45.8                                          | 1060.10                                       |
| Fuente: ETESA                                 |                                               |                                               |                                               |                                               |                                               |                                               |                                               |                                               |                                               |                                               |                                               |                                               |                                               |

## Historia

### Período precolombino
El distrito de Las Tablas, se encuentra en la región precolombina conocida como región de París (del ngöbe Bäri que significa confederación o "suma" de pueblos), dentro de los dominios del cacique Cutara (del ngöbe "Kwatara" = piel, cuero), Antataura, Atatara, Cutatara o señor de París, según diferentes cronistas. El cacique que dominaba la región que hoy ocupa el distrito de Las Tablas y del distrito de Guararé hasta el macizo del Canajagua, se llamaba Guararí (del ngöbe "gwa", que significa "pez", y "arare" que significa "raya", pez raya en castellano), uno de los principales caciques de la península de Azuero o península de Paris, sometido al cacique Paris, Señor de toda la región. Estudios arqueológicos han demostrado que la cultura prehispánica que prevalecía en la región, es la conocida como Gran Coclé, siendo autóctonos de esta región los estilos: Tonosí, Cubitá, La Mula y Macaracas. Son comunes los topónimos de origen ngobe en el distrito, el más conocido es el del punto más alto del distrito, el cerro Canajagua, del ngöbe "Ka-ne-jagwe" ("esta-tierra-es-nuestra"). De "Ka", que significa "tierra", "ne" = "esta", y "jagwe" = "venga", pero que se puede interpretar como "nuestra".

### Período de la colonia española
Los primeros habitantes de esta región, eran españoles, venidos de La Villa de Los Santos o de Natá, que decidieron instalarse en este sitio formando un asentamiento. El lugar les proporcionó buenas tierras para la labranza, cría de animales y muy cerca de una fuente de agua abundante, junto a la quebrada de La Ermita, llamada así por la existencia de una ermita, donde se veneraba la Santa Cruz, se formó la pequeña aldea que se denominó La Ermita de la Santa Cruz.
La ciudad de Las Tablas surge hacia el 20 de julio de 1671, fundada probablemente por un grupo de ricas familias españolas de la ciudad de Panamá que, ante el inminente ataque del pirata Morgan a dicha ciudad, se embarcaron en un galeón, bajo el mando del capitán de marina español de origen gallego, don Gil Jacinto Barahona, gran almirante del Mar del Sur rumbo a Lima o Nueva Granada.
El galeón fue encallado en el puerto de Mensabé y su carga llevada a tierra; las tablas del navío fueron cargadas hasta la ermita de la Santa Cruz para poder ser aprovechadas en la construcción de casas y desde ese momento,  los nuevos pobladores fueron llamados por los antiguos habitantes “las gentes de las tablas”. El apodo ha perdurado con el tiempo y dio nombre oficial a la población de Santa Liberata de Las Tablas, fundada el 19 de julio (fecha en que se celebra la festividad de la santa gallega) de 1671. Para esa fecha, los inmigrantes del viejo galeón tenían seis meses de haberse establecido en la aldea y habían construido las viviendas al este de las pocas casas de la ermita de la Santa Cruz.

Un nuevo y mayor grupo de familias santeñas se agregaron probablemente a estas haciendas luego que, el 12 de junio de 1686, fue asaltada la propia Villa de Los Santos por los piratas que jefaturaba Town Ley. Quizás fue entonces cuando, conjuntamente con los antiguos moradores de la región de Mensabé, decidieron fundar, en el año 1686, una nueva población. La fecha de fundación y el santo escogido- 20 de julio, día de Santa Librada- son probablemente por dos razones: el 20 de julio resultaba muy apropiado para celebrar y santificar la primera cosecha anual del maíz, varios de los primeros colonizadores de la región santeña, sus descendientes habrían mantenido viva, en la Iglesia de La Villa de Los Santos, la devoción a la Santa Librada, patrona de la Catedral de Sigüenza. Así, de la iglesia de La Villa de Los Santos llevaron probablemente a la nueva población a la Santa que llamaron Santa Liberata de Las Tablas y las campanas mencionadas en la leyenda piadosa que, con el pasar de los años, elaboró el pueblo tableño para explicar sus orígenes.
De igual manera expresa la tradición que dichas familias trajeron consigo, desde la vieja Ciudad de Panamá, una imagen de Santa Liberata, llamada también Santa Librada, cuyo culto se impuso, con el pasar de los años, al de la santa cruz que los antiguos moradores de la región practicaban desde hacía muchísimos años atrás. En 1721 se termina la construcción de la iglesia de Santa Librada, principal ícono de la ciudad.
La ciudad de Las Tablas es la capital de la provincia de Los Santos y está situada en una hermosa llanura a 12 kilómetros aproximadamente de la costa del Pacífico. Tiene un puerto llamado Mensabé. Es difícil saber con exactitud sobre la fundación de esta ciudad, pero la tradición indica que fue fundada por el Capitán de Marina llamado Jacinto Barahona aproximadamente el 19 de julio de 1671. En 1721 ya se había terminado de construir la Iglesia de Santa Librada, hoy monumento nacional.

## Economía
La ciudad de Las Tablas es el centro económico y administrativo de la provincia de Los Santos, su economía se fundamenta en la Ganadería, Agricultura y el comercio; siendo un punto donde converge un movimiento de personas procedentes principalmente del área periférica como lo son:  La Palma, Santo Domingo, Carate, El Cocal, La Laja, El Pedregoso, San José, El Sesteadero, Vallerriquito, Canajagua,  así como el resto de la provincia.
Las Tablas cuenta con servicios Bancarios estatales y de la Banca privada, una zona comercial que se extiende desde el Paseo Carlos L. López y que continúa hacia la avenida Central o Belisario Porras, donde encontramos tiendas por departamentos, supermercados, peluquerías, casinos, Boutiques, talleres de Orfebrería, restaurantes y cafés.

## Organización político-administrativa
El término municipal está conformado por 24 corregimientos:
- Las Tablas
- Bajo Corral
- Bayano
- El Carate
- El Cocal
- El Manantial
- El Muñoz
- El Pedregoso
- El Sesteadero
- La Laja
- La Miel
- La Palma
- La Tiza
- Las Palmitas
- Las Tablas Abajo
- Nuario
- Palmira
- Peña Blanca
- Río Hondo
- San José
- San Miguel
- Santo Domingo
- Valle Rico
- Vallerriquito

## Arquitectura
La arquitectura vernácula de la ciudad de Las Tablas está basada en la de la España sureña, destacando las grandes casonas o cortijos de amplios portales, paredes de adobe o quincha (Barro, paja y cañazas), tejas criollas. Sus grandes techos con pendientes pronunciadas, son sostenidos por fuertes pilares de madera con base y decorados capiteles; en su parte frontal, hermosas fascias de madera calda en diseños geométricos, adornan sus fachadas; aparecen las puertas de doble hojas, que en su parte superior se colocan llamativas celosías trabajadas con motivos florales en su mayoría. La arquitectura de estilo caribeño tiene muy escasa presencia en Las Tablas. A principios del siglo XX se levantaron grandes residencias como la de la familia Sánchez-Villarreal en la calle Bolívar y Tejada-Mora en la avenida Central y calle 8 de noviembre.
Construcciones del estilo neoclásico también tocaron el suelo tableño con la construcción de la "Escuela Modelo" Presidente Porras en 1924 y en la década del '30 con el desaparecido Hospital Gerardino De León, al igual que el cuartel de la Policía Nacional con un remarcado Toque Neo-Colonial.
Las Edificaciones de corte moderno y de sobrias líneas, se dejan ver en el palacio de la Gobernación, construido en los años '40, posterior a este pesado y horizontal edificio, podemos mencionar la sede del banco Nacional de Panamá, el colegio Manuel María Tejada Roca, la caja del Seguro Social y el edificio donde tiene sede la Municipalidad Tableña, entre los más destacados.
La arquitectura vernácula ha ido desapareciendo, siendo reemplazada por edificaciones de tipo moderno, con la consiguiente pérdida de las antiguas casonas españolas del pueblo tableño que caracterizaban a la ciudad.

## Servicios públicos

### Educación
- Colegio Manuel María Tejada Roca
- Escuela Presidente Porras
- Escuela Claudio Vásquez V.
- Colegio San Francisco de Asís (privado)
- C.A.D.I. Bilingual Academy (privado)

## Medios de comunicación
En Las Tablas no hay canal de televisión local, ni periódico local, la mayoría de las personas escucha la radio conocer las noticias locales.
Algunas estaciones de radio con sede en Las Tablas son:
- Tropical (800 AM)
- Onda del Canajagua, también llamada Radio Canajagua (1040 AM)
- Radio Tipikal (1340 AM)
- Radio Mensabé (1410 AM)
- Radio Radikal (99.1 FM)

## Sus playas
- Playa La Coloradas
- Playa Las Comadres
- Playa El Jobo
- Playa La Laja
- Playa El Uverito
- Puerto de Mensabé
- Playa El Estero

|                                 |
| Playa Las Comadres al atardecer |

|                              |
| Playa El Uverito en el alba. |

|                             |
| Playa El Estero al mediodía |

## Cultura
La Ciudad de Las Tablas presenta, mediante sus artesanías y las labores de confección de polleras, por parte de los habitantes del lugar, una ciudad rica en tradiciones y cultura panameña. Esta es una región rica en canciones de décimas, folklore, tradiciones y danzas, etc. Su población está compuesto por grupos de mestizos y criollos.
Las Tablas es famosa por sus Carnavales de proyección Internacional, además destacan sin duda alguna la Virgen Mártir Santa Librada y su Iglesia Colonial, construida a finales de 1721 y por ser también el lugar de nacimiento del tres veces Presidente de la República, el Insigne Caudillo Tableño; Dr. Belisario Porras.
En este distrito se confecciona la pollera, Traje Nacional de Panamá. realizado 100% a mano, con diseños florales que son realizados en técnicas de Marcado (Punto de Cruz, Zurcida y Sombreada (superposición de telas). En el Distrito de Las Tablas, se encuentran famosos talleres de Orfebrería, donde se trabaja el oro y la plata, los artesanos (Plateros)se dedican a la confección de joyas con diseños típicos de la región, convirtiéndose en una tradición familiar que data de varios siglos, en el corregimiento de La Palma, se encuentran admirados "Plateros" de gran fama artística.

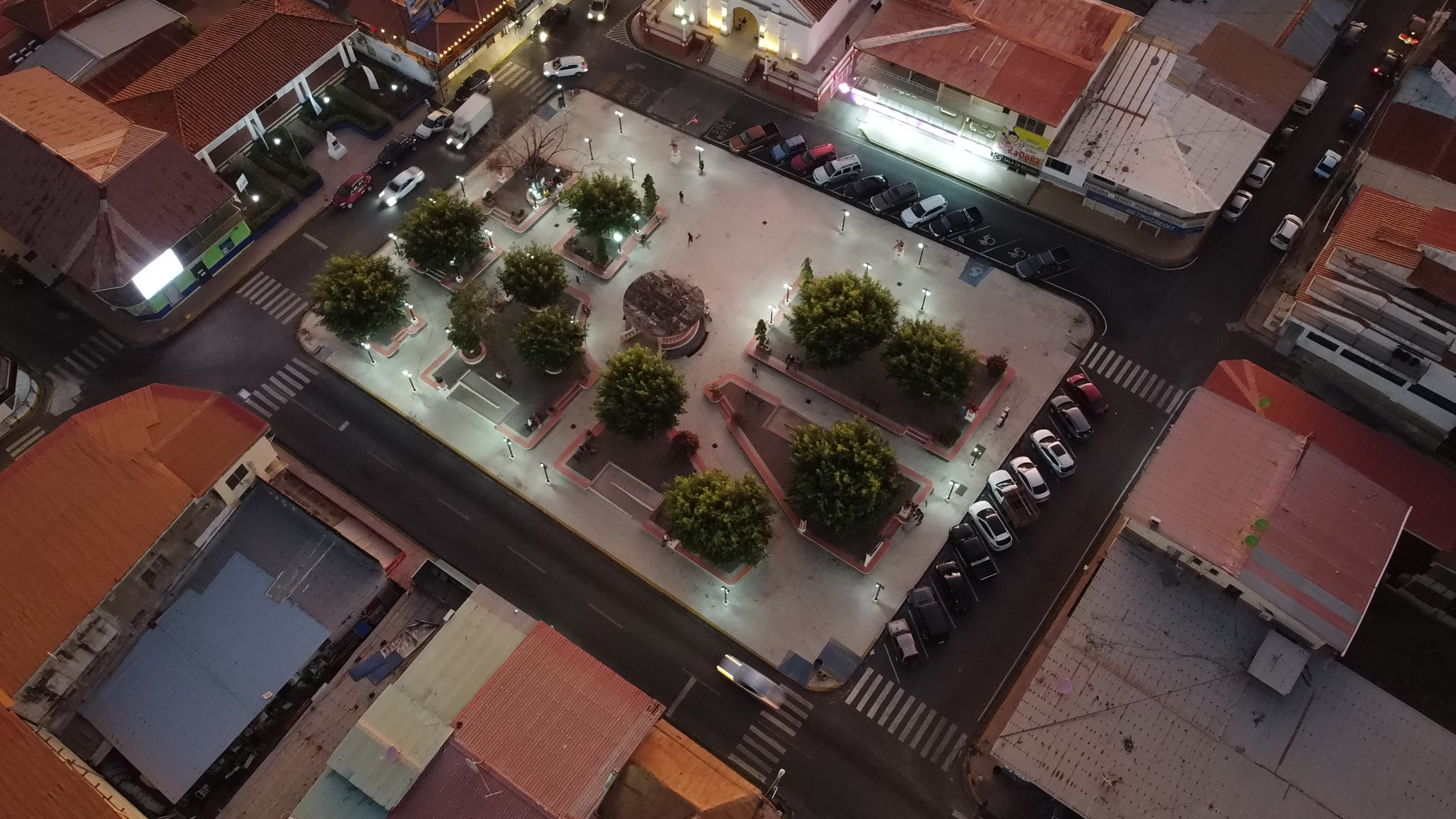
Parque Belisario Porras Las Tablas (vista aérea)

En el campo de la literatura, el distrito de Las Tablas ha hecho notables aportes a la cultura panameña, las letras siempre brillaron desde los primeros años de la república con el Dr. Belisario Porras Barahona, quien además de jurista, fue gran literato de la Patria; el Dr. Sergio González Ruíz, médico y político, también destacó en las letras con obras que alcanzaron Galardones Nacionales como las "Veintiséis Leyendas Panameñas". el maestro e historiador Claudio Vásquez V. realizó importantes aportes en el campo de la educación, folklore y cultura. Es la cuna de Zoraida Díaz (1880-1948), primera poetisa panameña en publicar un libro de versos Nieblas del Alma en 1922. 
Otros escritores del área se han destacado, entre ellos el poeta Gustavo Batista Cedeño, Herasto Reyes(cuento), Melquiades Villarreal Castillo "ensayo, con la obra Esperanza o realidad: Fronteras de la identidad Panameña), Tere Vidal Cano (Poemas), Prisciliano Barrios y Salvador Medina Barahona (poesía, con la obra Pasaba yo por los días) se han hecho merecedores del Premio Nacional de Literatura Ricardo Miró. Resaltan a la vez compositores en el campo artístico y musical como Atenógene Céspedes,  "Chichi" Céspedes, Celso Quintero (Padre e Hijo), Juan Carlos Rodríguez, Alex Cedeño, Generino Barrios, Lilibeth Combe, Jorge Jaén, Iván Barrios, Los Hermanos Huertas.

### Festividades y eventos
Santa Librada, la Devoción a santa, la virgen y mártir gallega nacida en Bayona y patrona de Las Tablas, ocupa sitiales importantes en los medios de comunicación nacionales y particularmente, en las manifestaciones populares en las que se expresa la cultura religiosa e interiorana, principalmente en la ciudad de Las Tablas. desde hace más de tres Siglos, imponiéndose con la peregrinación más famosa y concurrida de la Región Azuerenze y unas de las más concurridas y vistosas de la República de Panamá.
Las Tablas por sus características puras, originarias de la lejana España, conserva la "Trova", el canto popular, la Saloma, los versos y la Copla;  que se ponen de manifiesto en las festividades patronales del Distrito o de poblados aledaños. El Tamborito (Baile Nacional) la Cumbia, la Mejorana y la Murga, son géneros musicales producidos en tierra Tableña(como en otras zonas aledañas), son muy comunes escucharlos a diario en la ciudad Cabecera de la Provincia de Los Santos, así como en poblados aledaños.
La Fábrica de Tambores artesanales (Cuero de Venado y madera, es otra de las hermosas artesanías confeccionadas en Las Tablas (Cabecera) y en el corregimiento de San José, los cuales son los encargados de alegrar las fiestas en las noches de Tambores y Cajas, coplas y palmadas.

### Gastronomía
Rico Sancocho de gallina, con ñame, orégano y mucho culantro. Pastelitos de maíz nuevo, molido y frito; también llamados torrejitas o buñuelos. Lechona, que es exquisita carne de puerco, sazonada tradicionalmente; La changa o tortilla asada que es de maíz nuevo. El serén que es crema de maíz nuevo con chorizo de puerco o camarones. Chicharrones de puerco y bollo de mantequilla, coco o de maíz nuevo; también están los "bollos chiricanos" que no son más que maíz con miel, coco asado. También la popular "Pesada de Nance" que es una especie de crema de la fruta conocida como nance, con miel o azúcar; y se sirve con queso blanco y leche.

## Deportes
El Béisbol es el deporte de los santeños, por eso Las Tablas, su Capital ha dado grandes peloteros a la Patria Panameña, como el legendario lanzador Roberto "Flaco Bala" Hernández. Actualmente en las Grandes Ligas desfilan dos jóvenes tableños, Paolo Espino y Randall Delgado. El estadio de béisbol en Las Tablas se llama Estadio Olmedo Solé, en honor al insigne bateador santeño y el nuevo Estadio Roberto Hernández, en honor al memorable lanzador santeño.